# Giuseppe Sabadini
Giuseppe Sabadini (* 26. března 1949 Sagrado) je bývalý italský fotbalový obránce a trenér.
V nejvyšší lize odehrál 400 utkání v pěti klubech. Nejvíce odehrál v Miláně. Za Rossoneri hrál sedm sezon a získal s nimi tři vítězství v italském poháru (1971/72, 1972/73, 1976/77) a jedno vítězství v poháru PVP (1972/73). Kariéru ukončil v roce 1986 v druholigové Ascoli.
Za reprezentaci odehrál čtyři utkání. Byl i na MS 1974, ale neodehrál tam žádné utkání.
Po fotbalové kariéře se stal trenérem. Největšího úspěchu dosáhl v sezoně 1990/91, když postoupil do třetí ligy.

## Hráčská statistika
| Sezóna  | Klub      | Liga    | Liga   | Liga       | Ligové poháry | Ligové poháry | Ligové poháry | Kontinentální poháry | Kontinentální poháry | Kontinentální poháry | Celkem | Celkem |
| Sezóna  | Klub      | Soutěž  | Zápasy | Obdr. Góly | Soutěž        | Zápasy        | Góly          | Soutěž               | Zápasy               | Góly                 | Zápasy | Góly   |
| ------- | --------- | ------- | ------ | ---------- | ------------- | ------------- | ------------- | -------------------- | -------------------- | -------------------- | ------ | ------ |
| 1965/66 | Sampdoria | Serie A | 8      | 0          | IP            | 0             | 0             | -                    | 0                    | 0                    | 8      | 0      |
| 1966/67 | Sampdoria | Serie A | 0      | 0          | IP            | 0             | 0             | -                    | 0                    | 0                    | 0      | 0      |
| 1967/68 | Sampdoria | Serie A | 0      | 0          | IP            | 0             | 0             | -                    | 0                    | 0                    | 0      | 0      |
| 1968/69 | Sampdoria | Serie A | 30     | 1          | IP            | 1             | 0             | -                    | 0                    | 0                    | 31     | 0      |
| 1969/70 | Sampdoria | Serie A | 30     | 2          | IP            | 3             | 0             | -                    | 0                    | 0                    | 33     | 2      |
| 1970/71 | Sampdoria | Serie A | 29     | 2          | IP            | 3             | 0             | -                    | 0                    | 0                    | 32     | 2      |
| 1971/72 | Milán     | Serie A | 29     | 0          | IP            | 11            | 1             | UEFA                 | 10                   | 0                    | 50     | 1      |
| 1972/73 | Milán     | Serie A | 23     | 4          | IP            | 5             | 0             | PVP                  | 6                    | 0                    | 34     | 4      |
| 1973/74 | Milán     | Serie A | 26     | 3          | IP            | 5             | 1             | PVP+ES               | 7+2                  | 0                    | 40     | 4      |
| 1974/75 | Milán     | Serie A | 29     | 2          | IP            | 7             | 2             | -                    | 0                    | 0                    | 36     | 4      |
| 1975/76 | Milán     | Serie A | 18     | 2          | IP            | 5             | 1             | UEFA                 | 7                    | 0                    | 30     | 3      |
| 1976/77 | Milán     | Serie A | 21     | 1          | IP            | 7             | 0             | UEFA                 | 4                    | 0                    | 33     | 1      |
| 1977/78 | Milán     | Serie A | 15     | 0          | IP            | 5             | 0             | PVP                  | 1                    | 0                    | 21     | 0      |
| 1978/79 | Catanzaro | Serie A | 27     | 0          | IP            | 6             | 1             | -                    | 0                    | 0                    | 33     | 1      |
| 1979/80 | Catanzaro | Serie A | 19     | 1          | IP            | 4             | 0             | -                    | 0                    | 0                    | 23     | 1      |
| 1980/81 | Catanzaro | Serie A | 30     | 0          | IP            | 4             | 0             | -                    | 0                    | 0                    | 34     | 0      |
| 1981/82 | Catanzaro | Serie A | 20     | 0          | IP            | 7             | 0             | -                    | 0                    | 0                    | 27     | 0      |
| 1982/83 | Catanzaro | Serie A | 15     | 0          | IP            | 4             | 0             | -                    | 0                    | 0                    | 19     | 0      |
| 1983/84 | Catania   | Serie A | 16     | 0          | IP            | 5             | 0             | -                    | 0                    | 0                    | 21     | 0      |
| 1984/85 | Ascoli    | Serie A | 15     | 0          | IP            | 4             | 0             | -                    | 0                    | 0                    | 19     | 0      |
| 1985/86 | Ascoli    | Serie B | 8      | 0          | IP            | 3             | 0             | -                    | 0                    | 0                    | 11     | 0      |
| Celkově | Celkově   | Celkově | 408    | 18         | -             | 89            | 6             | -                    | 38                   | 0                    | 535    | 24     |

## Hráčské úspěchy

### Klubové
- 3× vítěz italského poháru (1971/72, 1972/73, 1976/77)
- 1× vítěz poháru PVP (1972/73)

### Reprezentační
- 1× na MS (1974)